# Francja na Letnich Igrzyskach Olimpijskich 2004
 Francja  na  XXVIII Letnich Igrzyskach Olimpijskich w Atenach  była reprezentowana przez 308 sportowców (195 mężczyzn, 113 kobiet). Zdobyli oni łącznie 33 medale. Kraj zajął 7. miejsce w klasyfikacji generalnej.

## Medale
| medal | sportowiec     | konkurencja                                |
| ----- | -------------- | ------------------------------------------ |
|       | Hugues Duboscq | pływanie: 100 m stylem klasycznym mężczyzn |
|       | Malia Metella  | pływanie: 50 m stylem dowolnym kobiet      |
|       | Solenne Figues | pływanie: 200 m stylem dowolnym kobiet     |
|       | Laure Manaudou | pływanie: 400 m stylem klasycznym kobiet   |
|       | Laure Manaudou | pływanie: 800 m stylem klasycznym kobiet   |
|       | Laure Manaudou | pływanie: 100 m stylem grzbietowym kobiet  |